# Fiordo Isortoq
Fiordo Isortoq es un fiordo en el municipio de Qeqqata en el oeste de Groenlandia. El fiordo al este de Maniitsoq, que desemboca en el estrecho de Davis. Majorqaq, uno de los ríos más anchos del oeste de Groenlandia que drena la capa de hielo de Groenlandia, desemboca en la cabecera del fiordo.

## Geografía
El fiordo de Isortoq tiene 45 km (28,0 mi) de largo. La cabecera del fiordo en 65º35'30''N 51º54'00''W está formado por el delta del ancho río Majorqaq que fluye desde el norte y el estuario de un Isuitsup Kuua más pequeño que fluye desde el este. El fiordo fluye hacia el suroeste, abriéndose en una entrada del Estrecho de Davis en 65°21′00″N 52°40′00″O, al sureste de Maniitsoq, con su desembocadura salpicada de varios skerries en el lado norte.

## Asentamiento

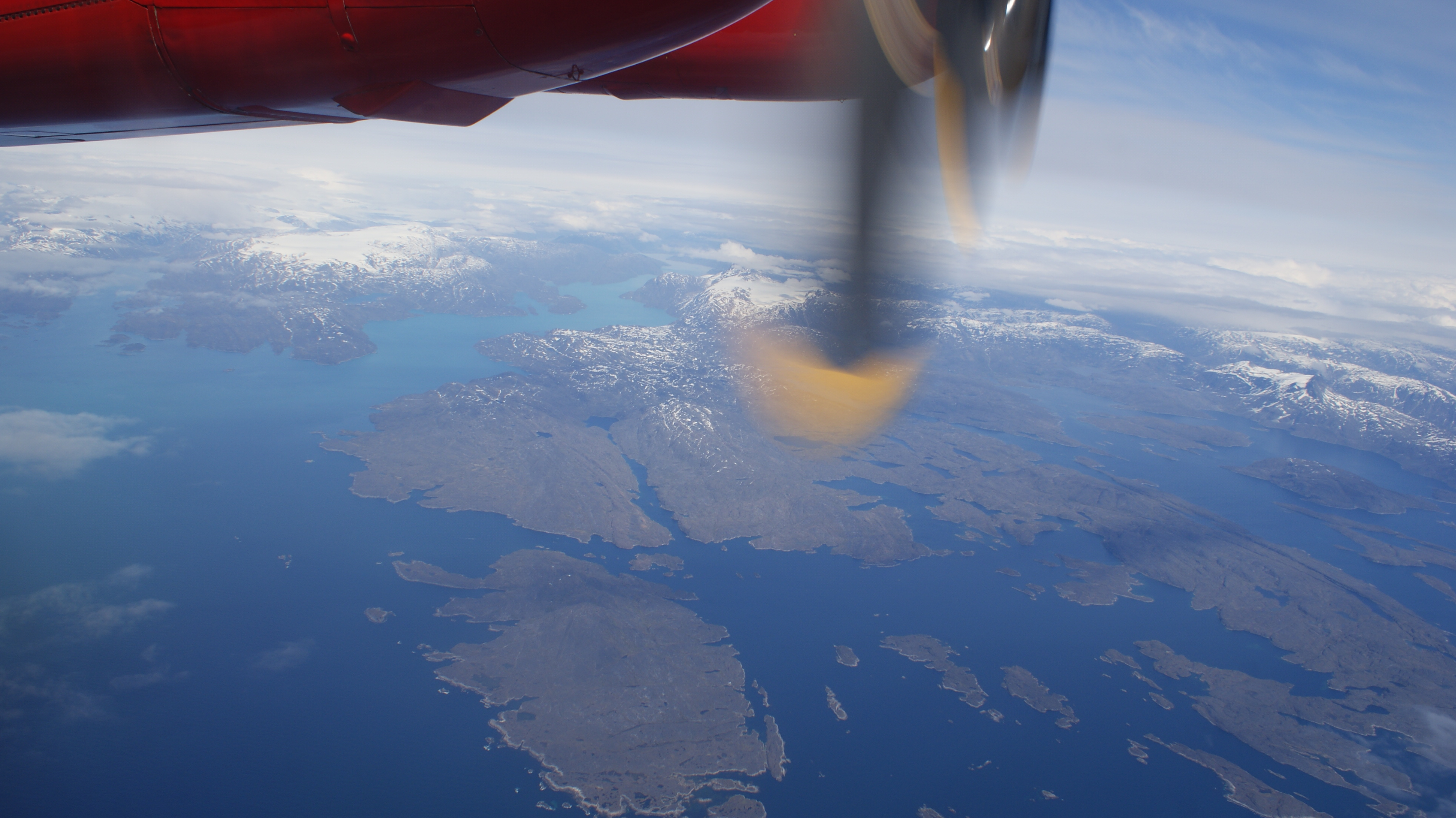
Vista aérea del fiordo Isortoq (arriba a la izquierda).

Las orillas del fiordo están deshabitadas. La ciudad de Maniitsoq está ubicada a 10 km (6,2 mi) al noroeste de la desembocadura del fiordo, en una isla del mismo nombre.